# 경주 헌강왕릉
경주 헌강왕릉(慶州 憲康王陵)은 대한민국 경상북도 경주시 남산동에 있는, 신라 제49대 헌강왕(재위 875∼886)의 무덤이다. 1969년 8월 27일 대한민국의 사적 제187호로 지정되었다.

## 개요
신라 제49대 헌강왕(재위 875∼886)의 무덤이다.
헌강왕은 왕위에 있는 동안 태평성대를 이루었는데, 거리마다 노랫소리가 끊이지 않았고 일본왕이 황금을 바칠 정도였다고 한다.
높이 4.2m, 지름 15.3m의 둥근형태로 흙을 쌓은 원형 봉토무덤으로 무덤을 보호하기 위해 무덤 밑둘레에 돌을 4단으로 쌓았다. 일찍이 도굴되었으며 비에 의한 피해로 긴급조사를 하였다. 관이 놓여 있는 방은 네모 형태로 천장은 둥글게 모아져 있는 활천장(궁륭상천장)이고, 이 방과 연결된 통로인 널길(연도)은 동쪽에 있어 전체적으로 ‘ㄱ’자형이다. 여기서 꽃무늬 토기도 나왔다.
무덤 보호를 위해 다듬은 돌을 4단으로 쌓은 형태는 신라 왕릉에서는 특이한 형식으로 정강왕릉에서도 보인다. 그러나 내부구조나 출토된 토기는 8세기 이후로는 내려오지 않는 형식이어서 헌강왕의 재위기간이었던 9세기와는 큰 차이가 있다.

## 같이 보기
- 헌강왕

## 참고 자료
- 경주 헌강왕릉 - 국가유산청 국가유산포털